# Anthogorgia divaricata
Anthogorgia divaricata is een zachte koraalsoort uit de familie Acanthogorgiidae. De koraalsoort komt uit het geslacht Anthogorgia. Anthogorgia divaricata werd in 1865 voor het eerst wetenschappelijk beschreven door Verrill. 